# Lion Lauberbach
Lion Lauberbach (Erfurt, 15 febbraio 1998) è un calciatore tedesco, attaccante del Malines.

## Carriera
Cresciuto nel settore giovanile del Rot-Weiß Erfurt, debutta in prima squadra il 19 agosto 2017, in occasione dell'incontro di 3. Liga perso per 0-1 contro il Paderborn. Realizza la sua prima rete in campionato il 16 marzo 2018, nell'incontro perso per 4-2 in casa del Wehen Wiesbaden. Nel 2018 si trasferisce allo Zwickau, altro club della terza divisione tedesca. Nel 2019 viene acquistato dall'Holstein Kiel, salendo di categoria. Il 27 luglio 2019 ha esordito in Zweite Bundesliga, disputando l'incontro pareggiato per 1-1 contro il Sandhausen. Trova la sua prima marcatura nella seconda divisione tedesca il 24 maggio 2020, nell'incontro vinto per 3-2 contro lo Stoccarda. Nel gennaio 2021 viene ceduto in prestito all'Hansa Rostock, in terza divisione, con cui contribuisce alla promozione della squadra in seconda divisione. Al termine della stagione viene acquistato a titolo definitivo dell'Eintracht Braunschweig, altro club della terza divisione tedesca, con cui ha ottenuto la promozione in seconda divisione al termine della stagione 2021-2022. Nel 2023 si trasferisce nella prima divisione belga al Malines.

## Statistiche

### Presenze e reti nei club
Statistiche aggiornate al 3 dicembre 2022.
| Stagione                      | Squadra                       | Campionato                    | Campionato | Campionato | Coppe nazionali | Coppe nazionali | Coppe nazionali | Coppe continentali | Coppe continentali | Coppe continentali | Altre coppe | Altre coppe | Altre coppe | Totale | Totale |
| Stagione                      | Squadra                       | Comp                          | Pres       | Reti       | Comp            | Pres            | Reti            | Comp               | Pres               | Reti               | Comp        | Pres        | Reti        | Pres   | Reti   |
| ----------------------------- | ----------------------------- | ----------------------------- | ---------- | ---------- | --------------- | --------------- | --------------- | ------------------ | ------------------ | ------------------ | ----------- | ----------- | ----------- | ------ | ------ |
| 2017-2018                     | Rot-Weiß Erfurt               | 3L                            | 23         | 1          | CG              | 0               | 0               |                    | -                  | -                  |             | -           | -           | 23     | 1      |
| 2018-2019                     | Zwickau                       | 3L                            | 27         | 4          |                 | -               | -               |                    | -                  | -                  |             | -           | -           | 27     | 4      |
| 2019-2020                     | Holstein Kiel                 | 2L                            | 21         | 3          | CG              | 0               | 0               |                    | -                  | -                  |             | -           | -           | 21     | 3      |
| 2020-gen. 2021                | Holstein Kiel                 | 2L                            | 3          | 0          | CG              | 1               | 0               |                    | -                  | -                  |             | -           | -           | 4      | 0      |
| Totale Holstein Kiel          | Totale Holstein Kiel          | Totale Holstein Kiel          | 24         | 3          |                 | 1               | 0               |                    | -                  | -                  |             | -           | -           | 25     | 3      |
| gen.-giu. 2021                | Hansa Rostock                 | 3L                            | 11         | 0          | CG              | -               | -               |                    | -                  | -                  |             | -           | -           | 11     | 0      |
| ago. 2021-2022                | Eintracht Braunschweig        | 3L                            | 32         | 12         | CG              | -               | -               |                    | -                  | -                  |             | -           | -           | 32     | 12     |
| 2022-2023                     | Eintracht Braunschweig        | 2L                            | 17         | 2          | CG              | 2               | 1               |                    | -                  | -                  |             | -           | -           | 19     | 3      |
| Totale Eintracht Braunschweig | Totale Eintracht Braunschweig | Totale Eintracht Braunschweig | 39         | 14         |                 | 2               | 1               |                    | -                  | -                  |             | -           | -           | 41     | 15     |
| Totale carriera               | Totale carriera               | Totale carriera               | 124        | 22         |                 | 3               | 1               |                    | -                  | -                  |             | -           | -           | 127    | 23     |